# Orenaia andereggialis
Orenaia andereggialis is een vlinder uit de familie grasmotten (Crambidae). De wetenschappelijke naam is voor het eerst geldig gepubliceerd in 1851 door Gottlieb August Wilhelm Herrich-Schäffer.
De soort komt voor in de berggebieden van Frankrijk, Zwitserland en Oostenrijk. In Wallis is deze soort op een hoogte van 2800 meter aangetroffen.